# Хаџи Ђерина улица (Београд)
| ХАЏИ ЂЕРИНА · улица    | ХАЏИ ЂЕРИНА · улица      |
| ---------------------- | ------------------------ |
|                        |                          |
| Општина                | Врачар                   |
| Почетак                | Улица Патријарха Гаврила |
| Крај                   | Трнска улица             |
| Дужина                 | 300 m                    |
| Ширина                 | 10 m                     |
| Створена               | пре 1893.                |
| Названа                | 1896.                    |
| Стари називи           | Светог Саве              |
|                        |                          |
|                        |                          |
| Табла са називом улице |                          |

Хаџи Ђерина улица је улица на Врачару, у Београду. Простире се од улице Патријарха Гаврила, па до Трнске улице. Улица је добила назив по Хаџи Ђери (Герасиму Георгијевићу) који је био игуман манастира Моравци и велики учитељ и просветитељ рудничког краја. Као угледна личност свога краја, велику популарност стекао је радом на искорењивању крвне освете. Погубљен је по наређењу дахија 1804. године.
Опеван је у песми Почетак буне против дахија.
Улица је дугачка 300 метара.
Име је добила 1896. године.

## Име улице
Ова улица променила је име само једном и то 1896. године. Од 1893. до 1896. године звала се Светог Саве, а 1896 променила је име у Хаџи Ђерину.

## Суседне улице
Улицу пресецају следеће улице, по редоследу од улице Патријарха Гаврила, па до Трнске улице: 
- Молерова
- Хаџи Проданова
- Голсвордијева

## Галерија
- Улица Хаџи Ђерина
- Табла Улица Хаџи Ђерина